# Lodewijk Ferdinand van Beieren

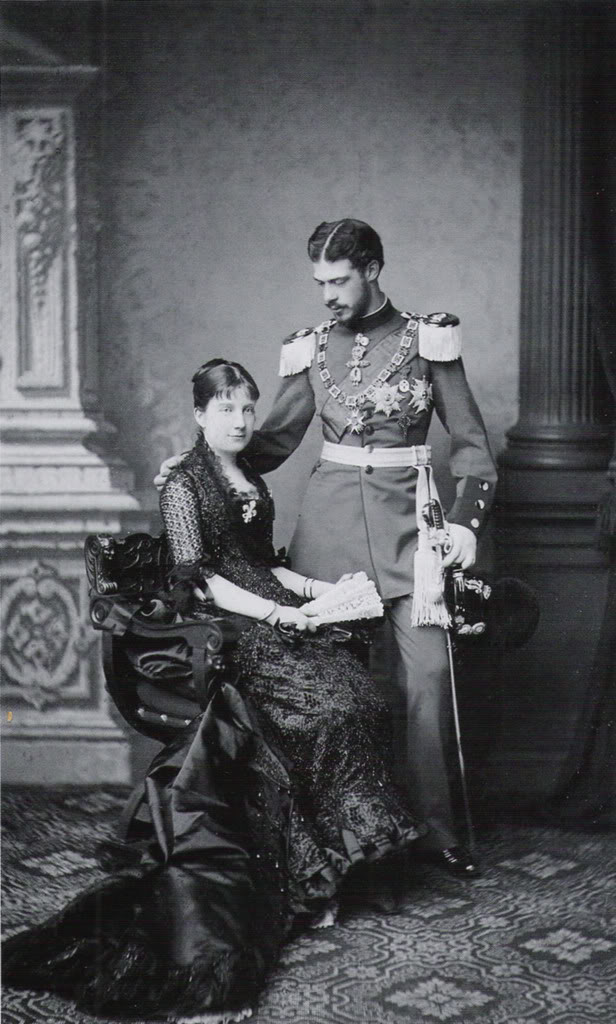
Verlovingsfoto van Lodewijk Ferdinand en Maria

Ferdinand Maria Lodewijk van Beieren (Lodewijk Ferdinand), (Madrid, 22 oktober 1859 - München, 23 november 1949), was een Beierse prins en medicus.
Lodewijk Ferdinand was de oudste zoon van Adalbert Willem van Beieren (de jongste zoon van koning Lodewijk I van Beieren) en diens vrouw Amelia van Bourbon (een dochter van Francisco de Paula van Bourbon en Louise Charlotte van Bourbon-Sicilië). Hij was, van vaderszijde, een neef (oomzegger) van koning Maximiliaan II van Beieren, van koning Otto I van Griekenland en van prins-regent Luitpold van Beieren.
Lodewijk Ferdinand studeerde geneeskunde in Heidelberg en München. Hij werkte als chirurg en gynaecoloog alvorens regimentscommandant van het achttiende Beierse Infanterie-regiment te worden. Tijdens de Eerste Wereldoorlog werkte hij als chirurg in het Münchener garnizoenshospitaal. Hij was een groot liefhebber van auto's. Ook was actief als amateur componist.
Op 2 april 1883 trouwde hij, in Madrid, met zijn nicht Maria de la Paz (een dochter van koningin Isabella II). Het paar kreeg de volgende kinderen:
- Ferdinand Maria (10 mei 1884-5 april 1958), huwde met Maria Theresia van Spanje (12 november 1882-23 september 1912)
- Adalbert (6 juni 1886-29 december 1970), huwde met Auguste von Seefried auf Buttenheim (20 juni 1899-21 januari 1978)
- Maria Pilar (13 maart 1891-29 januari 1987)

- Biblioteca Nacional de España: XX1521902
- Catàleg d'autoritats de noms i títols de Catalunya: 981058524394606706
- Gemeinsame Normdatei: 102642885
- International Standard Name Identifier: 0000 0000 5526 0150
- Library of Congress Control Number: n90600865
- Nationale Bibliotheek van Tsjechië: nlk20000079456
- Réseau des bibliothèques de Suisse occidentale: 02-A012486414
- Istituto Centrale per il Catalogo Unico: SBNV050336
- Système universitaire de documentation: 204519187
- Virtual International Authority File: 7780852
- WorldCat: E39PBJbtjqP8rtW3qdwBMr4cyd